# ويليام ليدرمان
ويليام ليدرمان هو مدرس كندي، ولد في 6 يناير 1916 في ريجاينا في كندا، وتوفي في 26 يوليو 1992.